# Resolució 2007 del Consell de Seguretat de les Nacions Unides
La Resolució 2007 del Consell de Seguretat de les Nacions Unides, adoptada per unanimitat el 14 de setembre de 2011, després de recordar la resolució 1786 (2007) sobre el Tribunal Penal Internacional per a l'antiga Iugoslàvia (TPIAI), el Consell va tornar a nomenar Serge Brammertz com a fiscal del Tribunal, contraposant l'estatut del Tribunal.